# Vysílač Babí lom
Vysílač Babí lom se nachází na stejnojmenném vrchu v nadmořské výšce 417 m n. m. Rozhlasovým signálem pokrývá město Hodonín a okolí.

## Historie
Stavba kovové, 80 m vysoké konstrukce pro šíření rozhlasového signálu byla původně vojenským objektem. V 90. letech byl armádou odprodán a začal se využívat na šíření televizního a rádiového signálu. Po přechodu televizního vysílání do digitálního režimu bylo ukončeno šíření televizních stanic. Poloha vysílače a vysoký vyzářený výkon umožňuje příjem signálu na velké části jihovýchodní Moravy, severovýchodního Rakouska a jihozápadního Slovenska.

## Vysílané stanice

### Rozhlas
Přehled rozhlasových stanic vysílaných z Babího lomu:
|    | Stanice         | Kmitočet  | Výkon (ERP) | Polarizace   |
| -- | --------------- | --------- | ----------- | ------------ |
| FM | Rádio Jih       | 88,9 MHz  | 10 kW       | horizontální |
| FM | ČRo Brno        | 93,6 MHz  | 9,1 kW      | horizontální |
| FM | ČRo Vltava      | 100,4 MHz | 9,1 kW      | horizontální |
| FM | ČRo Radiožurnál | 106,2 MHz | 9,1 kW      | horizontální |
| FM | ČRo Dvojka      | 107,8 MHz | 2,8 kW      | horizontální |